# Nicole Marthe Le Douarin
Nicole Marthe Le Douarin (ur. 20 sierpnia 1930 r. w Lorient) – francuska biolog rozwoju, zajmująca się chimerami. Odznaczona Krzyżem Wielkim Legii Honorowej, członkini Francuskiej Akademii Nauk i Amerykańskiej Akademii Sztuk i Nauk. Laureatka Nagrody Kioto z 1986 roku w dziedzinie zaawansowanych technologii, pierwsza laureatka nagrody Pearl Meister Greengard z 2004 roku.

## Życiorys
Nicole Marthe Le Douarin urodziła się 20 sierpnia 1930 roku w Lorient, w Bretania. Jej matka była nauczycielką a ojciec biznesmenem. W 1944 r. z powodu wojny musiała opuścić rodzinną miejscowość i przeprowadzić się do Nantes. Po wojnie wróciła do Lorient, gdzie w 1949 r. ukończyła szkołę średnią. Potem rozpoczęła studia na Sorbonie. W 1951 roku wyszła za mąż, zaś w 1954 r. uzyskała stopień licencjata nauk przyrodniczych. Ukończywszy studia, zajęła się nauczaniem w szkole średniej.
Edukację na uniwersytecie podjęła ponownie w 1958. Prowadziła badania w laboratorium embriologii Étienne'a Wolffa, dyrektora Instytutu Embriologii w Centre national de la recherche scientifique (CNRS). W 1964 uzyskała stopień doktora nauk, jej doktorat dotyczył ontogennych czynników mających wpływ na wczesny rozwój wątroby i przewodu pokarmowego w ptasich zarodkach. Wykazała przy tym konieczność odpowiednich reakcji między endodermą a mezodermą.
Od 1965 do 1966 roku wykładała na Uniwersytecie Clermont-Ferrand. W 1966 roku, razem z mężem uzyskali posadę profesorską na uniwersytecie w Nantes. Jednak na miejscu dziekan odmówił ich przyjęcia, z powodu niechęci do małżeństw pracujących na tej samej uczelni. Dopiero po interwencji Étienne'a Wolffa dziekan ustąpił, dalej jedna przejawiał niechęć do Le Douarin i jej męża. Le Douarin kontynuowała badania ptasich embrionów, zwłaszcza na poziomie interakcji między endodermą a mezodermą. Odkryła metodę manipulacji embrionami pozwalającą produkować chimeryczne embriony z kur i przepiórek. Jej praca w tej dziedzinie przyniosła jej rozgłos. Kiedy w 1975 roku Étienne Wolff przeszedł na emerytur, dzięki rekomendacji Jamesa Eberta z Carnegie Institution for Science uzyskała stanowisko dyrektora Instytutu Embriologii w CNRS. Funkcję tę pełniła do 1988 roku. Następnie od 1988 do 2000 była profesorem na Collège de France. W latach 2001–2006 pełniła funkcję sekretarza w Francuskiej Akademii Nauk.
W 1982 roku opublikowała książkę The Neural Crest, a wkrótce potem przyznano jej członkostwo we Francuskiej Akademii Nauk oraz otrzymała Nagrodę Kioto w dziedzinie zaawansowanych technologii. W następujących latach otrzymała wiele wyróżnień, jest również pierwszą laureatką nagrody Pearl Meister Greengard, przyznawanej przez Uniwersytet Rockefellera od 2004 roku kobietom za naukowe osiągnięcia w dziedzinie biologii.

## Wybrane prace
- Nicole Marthe Le Douarin, Marie-Aimée Teillet, Experimental analysis of the migration and differentiation of neuroblasts of the autonomic nervous system and of neuroectodermal mesenchymal derivatives using a biological cell marking technique., „Developmental Biology”, 41, 1974, s. 162–184, DOI: 10.1016/0012-1606(74)90291-7, PMID: 4140118 [dostęp 2019-03-01] (ang.).
- Nicole Marthe Le Douarin, Francine Jotereau, Tracing of Cells of the Avian Thymus through Embryonic Life in Interspecific Chimaeras, „The Journal of experimental medicine”, 142 (1), 1975, s. 17-40, PMID: 239088 [dostęp 2019-03-01] (ang.).
- Nicole Le Marthe Douarin, The neural crest, Nowy Jork: Cambridge University Press, 1982, ISBN 978-0-521-24770-2, OCLC 8170715. Brak numerów stron w książce
- Nicole Marthe Le Douarin, Gérard F.Couly, Mapping of the Early Neural Primordium in Quail-Chick Chimaeras: I. Developmental Relationship between Placodes, Facial Ectoderm and Proscephalon, „Developmental biology”, 110 (2), 1985, s. 422-439, DOI: 10.1016/0012-1606(85)90101-0, PMID: 4018406 [dostęp 2019-03-01] (ang.).
- Nicole Marthe Le Douarin, Masae Kinutani, Monique Coltey, Post-natal Development of a Demyelinating Disease in Avian Spinal Cord Chimaeras, „Cell”, 45 (2), 1986, s. 307-314, DOI: 10.1016/0092-8674(86)90395-8, PMID: 3698100 [dostęp 2019-03-02] (ang.).
- Nicole Marthe Le Douarin, Cell line segregation during peripheral nervous system ontogeny, „Science”, 231 (4745), 1986, s. 515-22, PMID: 3952494 [dostęp 2019-03-02] (ang.).
- Nicole Marthe Le Douarin i inni, Neural crest cell plasticity and its limits, „Development”, 131 (19), 2004, s. 4637-4650, DOI: 10.1242/dev.01350, PMID: 15358668 [dostęp 2019-03-02] (ang.).

## Nagrody i odznaczenia
- 1965, Prix de l'Académie des Sciences[2]
- 1980, Kawaler Legii Honorowej[2]
- 1986, Nagroda Kioto w dziedzinie zaawansowanych technologii[4]
- 1990, nagroda Louisa-Jeanteta za Medycyny[5]
- 1991, Oficer Legii Honorowej[2]
- 1993, nagroda Louisy Gross Horwitz od Uniwersytetu Columbia[6]
- 1997, nagroda Rossa Harrisona Prize od Międzynarodowego Towarzystwa Biologów Rozwojowych[7]
- 1997, Komandor Legii Honorowej[2]
- 2000, Wielki Oficer Legii Honorowej[2]
- 2004, nagroda Pearl Meister Greengard (jako pierwsza laureatka tej nagrody)[8]
- 2010, Krzyż Wielki Legii Honorowej[9]

## Członkostwo w organizacjach
- 1982, Francuska Akademia Nauk[2]
- 1984, Amerykańska Akademia Sztuk i Nauk[4]
- 1989, Royal Society[10]
- 1993, Royal College of Pathologists[11]
- 1999, Papieska Akademia Nauk[12]
- 2002, Academy of Medical Sciences[13]
- 2002, Brazylijska Akademia Naukowa (port. Academia Brasileira de Ciências[14]